# Àlex Matas i Pons
Àlex Matas i Pons   (Barcelona, 1975) és un filòleg, escriptor i professor universitari català.

## Trajectòria
Nascut l'any 1975 a la ciutat de Barcelona. Es va formar a la Universitat de Barcelona, on es va llicenciar en Filologia hispànica, Teoria de la literatura i Literatura comparada i es va doctorar en aquestes dues últimes. En l'àmbit laboral treballa com a professor de Teoria i literatura comparada en aquesta mateixa universitat. Així mateix, és professor col·laborador a la Universitat Oberta de Catalunya i del màster «Barcelona-Europa: Literatura i Història Comparada dels Intel·lectuals» de la Universitat de Barcelona i el Museu d'Història de Barcelona.
Col·laborador habitual de diferents publicacions periòdiques i acadèmiques com Afers, L'Espill o Pasajes y Cuadernos Hispanoamericanos, és autor de diversos assajos entre els quals es troben La ciudad y su trama: literatura, modernidad y crítica de la cultura (2010, ed. Lengua de trapo), amb el qual va guanyar la vuitena edició del Premi d'Assaig Caja Madrid; En falso: una crítica cultural del siglo XX (2017, ed. pre-Textos), vencedor del Premi Internacional de Crítica Literària Amado Alonso de 2016 o Els marges dels mapes: una geografia desplaçada, Premi Joan Fuster d'assaig de 2020.